# Jim Braddock
James Walter („Jim J.“) Braddock (* 7. Juni 1905 in New York, N.Y.; † 29. November 1974 in North Bergen, New Jersey) war ein US-amerikanischer Profiboxer und „unumstrittener“ Schwergewichts-Boxweltmeister von 1935 bis 1937.

## Aufstieg und Arbeitslosigkeit
Der irischstämmige Braddock, der sich ab 1919 in verschiedenen Berufen versucht hatte, wurde 1923 Amateurboxer und 1926 Profiboxer. Nachdem er zuvor die Mehrzahl seiner Kämpfe im Halbschwergewicht durch K. o. gewonnen hatte, verlor er 1929 einen Meisterschaftskampf im Halbschwergewicht gegen den Konterboxer Tommy Loughran hoch nach Punkten. Er verletzte sich dabei die Hand, die jahrelang nicht richtig verheilte.
Durch den Börsencrash (Schwarzer Freitag) 1929 um sein Vermögen gebracht, geriet er zusätzlich zum sportlichen auch finanziell in enorme Probleme. Er musste in schlechter Verfassung viele Kämpfe kurzfristig des Geldes wegen annehmen und hatte bis 1933 zwanzig Niederlagen angesammelt.
Vorübergehend hörte er auf und war arbeitslos.

## Sensationserfolg im Schwergewicht
Ihm gelang es 1934 durch Siege gegen den hart schlagenden Nachwuchsfighter John „Corn“ Griffin, seinen ehemaligen Bezwinger John Henry Lewis und Art Laskey, WM-Herausforderer im Schwergewicht zu werden. Alle drei hatten ihn nach seiner Niederlagenserie unterschätzt.
1935 schaffte er gegen den Schwergewichtsweltmeister Max Baer ein sensationelles Comeback. Dazu Braddock: „Schon in der dritten Runde wusste ich, dass ich gewinnen werde. Das war, als Baer mich mit einem Sonntagsschlag am Kinn traf und ich standhielt. Ich bin der glücklichste Mensch der Welt. Niemand wusste, dass der Kampf für mich lief. Geld, Sicherheit, Schule für meine Kinder, finanzielle Hilfe für meine Eltern. Wenn jemals jemand in den Ring ging, um für etwas zu kämpfen, dann war ich das.“
Seinen WM-Titel verlor er 1937 gegen Boxlegende Joe Louis, nachdem Braddock den Titelkampf gegen Max Schmeling wegen einer angeblichen Handverletzung platzen ließ. Schmeling hatte sich für den Titelkampf durch seinen K.-o.-Sieg über Joe Louis am 19. Juni 1936 qualifiziert. Durch einen Deal mit Louis’ Management sicherte sich Braddock 10 % an dessen Einnahmen ab 1937. Da Louis zwölf Jahre lang Weltmeister blieb, machte er Braddock zu einem wohlhabenden Mann. Neben den finanziellen Gründen existierten politische. Es bestand die Sorge, dass die Nationalsozialisten einen etwaigen Sieg von Schmeling über Braddock instrumentalisierten könnten, wie sie es bei Schmelings Sieg über Louis bereits getan hatten.
In seinem letzten Kampf schlug er den walisischen Ex-WM-Herausforderer Tommy Farr.
Sein Spitzname „Cinderella Man“ spiegelt den unfassbaren Aufstieg vom Arbeiter und Provinzkämpfer zum Boxchampion.

## Rezeption
Seine grandiose Rückkehr 1935 wurde 2004 in Das Comeback (Original: Cinderella Man) mit Russell Crowe und Renée Zellweger verfilmt.

## Liste der Profikämpfe
| 46 Siege (26 K.-o.-Siege), 24 Niederlagen (2 K.-o.-Niederlagen), 4 Unentschieden, 2 Ungültige Kämpfe, Newspaper Decision: 5 Siege, 2 Niederlagen, 3 Unentschieden |               |                                                                                    |                    |                                                     |
| Jahr | Tag           | Ort                                                                                | Gegner             | Ergebnis für Braddock                               |
| 1926 | 13. April     | Amsterdam Hall, Union City, New Jersey, Vereinigte Staaten                         | Al Settle          | Unentschieden / „Newspaper Decision“ / 4 Runden     |
| 1926 | 22. April     | Knights of Columbus, Ridgefield Park, New Jersey, Vereinigte Staaten               | George Deschner    | Sieg / KO 2. Runde                                  |
| 1926 | 1. Mai        | Jersey City, New Jersey, Vereinigte Staaten                                        | Phil Weisberger    | Sieg / KO 1. Runde                                  |
| 1926 | 2. Mai        | Jersey City, New Jersey, Vereinigte Staaten                                        | Jack O’Day         | Sieg / KO 1. Runde                                  |
| 1926 | 3. Mai        | Jersey City, New Jersey, Vereinigte Staaten                                        | Willie Daily       | Sieg / KO 1. Runde                                  |
| 1926 | 18. Juni      | Boyle’s Thirty Acres, Jersey City, New Jersey, Vereinigte Staaten                  | Leo Dobson         | Sieg / KO 1. Runde                                  |
| 1926 | 28. Juni      | Oakland Arena, Jersey City, New Jersey, Vereinigte Staaten                         | Jim Pearson        | Sieg / TKO 2. Runde                                 |
| 1926 | 9. Juli       | Boyles Thirty Acres, Jersey City, New Jersey, Vereinigte Staaten                   | Walter Westman     | Sieg / TKO 3. Runde                                 |
| 1926 | 7. September  | Oakland Arena, Jersey City, New Jersey, Vereinigte Staaten                         | Gene Travers       | Sieg / KO 1. Runde                                  |
| 1926 | 13. September | Oakland Arena, Jersey City, New Jersey, Vereinigte Staaten                         | Mike Rock          | Sieg / KO 1. Runde                                  |
| 1926 | 16. September | Playgrounds Stadium, West New York, New Jersey, Vereinigte Staaten                 | Ray Kennedy        | Sieg / KO 1. Runde                                  |
| 1926 | 30. September | Playgrounds Stadium, West New York, New Jersey, Vereinigte Staaten                 | Carmine Caggiano   | Sieg / KO 1. Runde                                  |
| 1926 | 12. November  | Pioneer Sporting Club, New York, New York, Vereinigte Staaten                      | Lou Barba          | Punktsieg / 6 Runden                                |
| 1926 | 4. Dezember   | Walker A.C., New York, New York, Vereinigte Staaten                                | Al Settle          | Punktsieg / 6 Runden                                |
| 1926 | 8. Dezember   | Manhattan A.C., New York, New York, Vereinigte Staaten                             | Joe Hudson         | Punktsieg / 6 Runden                                |
| 1926 | 20. Dezember  | 4th Regiment Armory, Jersey City, New Jersey, Vereinigte Staaten                   | Doc Conrad         | Unentschieden / „Newspaper Decision“ / 4 Runden     |
| 1927 | 28. Januar    | Madison Square Garden, New York, New York, Vereinigte Staaten                      | George LaRocco     | Sieg / KO 1. Runde                                  |
| 1927 | 1. Februar    | Wilkes-Barre, Pennsylvania, Vereinigte Staaten                                     | Johnny Alberts     | Sieg / KO 4. Runde                                  |
| 1927 | 15. Februar   | Wilkes-Barre, Pennsylvania, Vereinigte Staaten                                     | Jack Nelson        | Punktsieg / 6 Runden                                |
| 1927 | 3. März       | Madison Square Garden, New York, New York, Vereinigte Staaten                      | Lou Barba          | Punktsieg / 4 Runden                                |
| 1927 | 8. März       | Pioneer Sporting Club, New York, New York, Vereinigte Staaten                      | Nick Fadil         | Punktsieg / 6 Runden                                |
| 1927 | 15. März      | Vereinigte Staaten                                                                 | Tom McKiernan      | Sieg / KO 2. Runde                                  |
| 1927 | 19. April     | Wilkes-Barre, Pennsylvania, Vereinigte Staaten                                     | Frankie Lennon     | Sieg / TKO 3. Runde                                 |
| 1927 | 2. Mai        | Oakland Arena, Jersey City, New Jersey, Vereinigte Staaten                         | Stanley Simmons    | Sieg / TKO 1. Runde                                 |
| 1927 | 11. Mai       | Playgrounds Stadium, West New York, New Jersey, Vereinigte Staaten                 | Jack Stone         | Sieg / „Newspaper Decision“ / 10 Runden             |
| 1927 | 20. Mai       | Yankee Stadium, Bronx, New York, Vereinigte Staaten                                | George LaRocco     | Unentschieden / 6 Runden                            |
| 1927 | 27. Mai       | Arcola Park, Paramus, New Jersey, Vereinigte Staaten                               | Paul Cavalier      | Niederlage / „Newspaper Decision“ / 10 Runden       |
| 1927 | 8. Juni       | Playgrounds Stadium, West New York, New Jersey, Vereinigte Staaten                 | Jimmy Francis      | Sieg / „Newspaper Decision“ / 10 Runden             |
| 1927 | 13. Juli      | Playgrounds Stadium, West New York, New Jersey, Vereinigte Staaten                 | Jimmy Francis      | Sieg / „Newspaper Decision“ / 10 Runden             |
| 1927 | 21. Juli      | Yankee Stadium, Bronx, New York, Vereinigte Staaten                                | George LaRocco     | Punktsieg (einstimmig) / 6 Runden                   |
| 1927 | 10. August    | Playgrounds Stadium, West New York, New Jersey, Vereinigte Staaten                 | Vic McLaughlin     | Sieg / „Newspaper Decision“ / 10 Runden             |
| 1927 | 21. September | Playgrounds Stadium, West New York, New Jersey, Vereinigte Staaten                 | Herman Heller      | Niederlage / „Newspaper Decision“ / 10 Runden       |
| 1927 | 7. Oktober    | Madison Square Garden, New York, New York, Vereinigte Staaten                      | Joe Monte          | Unentschieden / 10 Runden                           |
| 1928 | 6. Januar     | Madison Square Garden, New York, New York, Vereinigte Staaten                      | Paul Swiderski     | Punktsieg / 8 Runden                                |
| 1928 | 7. Mai        | Grotto Auditorium, Jersey City, New Jersey, Vereinigte Staaten                     | Jack Darnell       | Sieg / KO 4. Runde                                  |
| 1928 | 16. Mai       | Playgrounds Stadium, West New York, New Jersey, Vereinigte Staaten                 | Jimmy Francis      | Sieg / „Newspaper Decision“ / 10 Runden             |
| 1928 | 7. Juni       | Madison Square Garden, New York, New York, Vereinigte Staaten                      | Joe Monte          | Punktniederlage / 10 Runden                         |
| 1928 | 27. Juni      | Playgrounds Stadium, West New York, New Jersey, Vereinigte Staaten                 | Billy Vidabeck     | Unentschieden / „Newspaper Decision“ / 10 Runden    |
| 1928 | 25. Juli      | Ebbet's Field, Brooklyn, New York, Vereinigte Staaten                              | Nando Tassi        | Unentschieden / 10 Runden                           |
| 1928 | 8. August     | Ebbet's Field, Brooklyn, New York, Vereinigte Staaten                              | Joe Sekyra         | Punktniederlage / 10 Runden                         |
| 1928 | 17. Oktober   | Newark Armory, Newark, New Jersey, Vereinigte Staaten                              | Pete Latzo         | Punktsieg / 10 Runden                               |
| 1928 | 30. November  | Madison Square Garden, New York, New York, Vereinigte Staaten                      | Tuffy Griffiths    | Sieg / TKO 2. Runde                                 |
| 1929 | 18. Januar    | Madison Square Garden, New York, New York, Vereinigte Staaten                      | Leo Lomski         | Punktniederlage (Mehrheitsentscheidung) / 10 Runden |
| 1929 | 4. Februar    | Laurel Garden, Newark, New Jersey, Vereinigte Staaten                              | George Gemas       | Sieg / KO 1. Runde                                  |
| 1929 | 11. März      | Madison Square Garden, New York, New York, Vereinigte Staaten                      | Jimmy Slattery     | Sieg / TKO 9. Runde                                 |
| 1929 | 22. April     | Broadway Auditorium, Buffalo, New York, Vereinigte Staaten                         | Eddie Benson       | Sieg / KO 1. Runde                                  |
| 1929 | 18. Juli      | Yankee Stadium, Bronx, New York, Vereinigte Staaten                                | Tommy Loughran     | Punktniederlage (einstimmig) / 15 Runden            |
| 1929 | 27. August    | Olympic Auditorium, Los Angeles, Kalifornien, Vereinigte Staaten                   | Yale Okun          | Punktniederlage / 10 Runden                         |
| 1929 | 15. November  | Madison Square Garden, New York, New York, Vereinigte Staaten                      | Maxie Rosenbloom   | Punktniederlage / 10 Runden                         |
| 1929 | 7. Dezember   | Ridgewood Grove, Brooklyn, New York, Vereinigte Staaten                            | Jake Warren        | Sieg / KO 2. Runde                                  |
| 1930 | 17. Januar    | Coliseum, Chicago, Illinois, Vereinigte Staaten                                    | Leo Lomski         | Punktniederlage (Geteilte Entscheidung) / 10 Runden |
| 1930 | 7. April      | Arena, Philadelphia, Pennsylvania, Vereinigte Staaten                              | Billy Jones        | Punktniederlage (einstimmig) / 10 Runden            |
| 1930 | 5. Juni       | Playgrounds Stadium, West New York, New Jersey, Vereinigte Staaten                 | Harold Mays        | Punktniederlage / 10 Runden                         |
| 1930 | 2. Juli       | Fenway Park, Boston, Massachusetts, Vereinigte Staaten                             | Joe Monte          | Punktsieg / 10 Runden                               |
| 1930 | 11. August    | Braves Field, Boston, Massachusetts, Vereinigte Staaten                            | Babe Hunt          | Punktniederlage / 10 Runden                         |
| 1930 | 19. September | Boston Garden, Boston, Massachusetts, Vereinigte Staaten                           | Phil Mercurio      | Sieg / KO 2. Runde                                  |
| 1931 | 23. Januar    | Madison Square Garden, New York, New York, Vereinigte Staaten                      | Ernie Schaaf       | Punktniederlage (Geteilte Entscheidung) / 10 Runden |
| 1931 | 5. März       | Madison Square Garden Stadium, Miami, Florida, Vereinigte Staaten                  | Jack Roper         | Sieg / KO 1. Runde                                  |
| 1931 | 30. März      | Arena, New Haven, Connecticut, Vereinigte Staaten                                  | Jack Kelly         | Punktsieg / 10 Runden                               |
| 1931 | 3. September  | Navin Field, Detroit, Michigan, Vereinigte Staaten                                 | Andy Mitchell      | Unentschieden / 10 Runden                           |
| 1931 | 9. Oktober    | Madison Square Garden, New York, New York, Vereinigte Staaten                      | Joe Sekyra         | Punktniederlage / 10 Runden                         |
| 1931 | 10. November  | Auditorium, Minneapolis, Minnesota, Vereinigte Staaten                             | Maxie Rosenbloom   | Ungültig („No Contest“)                             |
| 1931 | 4. Dezember   | Arena, New Haven, Connecticut, Vereinigte Staaten                                  | Al Gainer          | Punktniederlage / 10 Runden                         |
| 1932 | 18. März      | Chicago Stadium, Chicago, Illinois, Vereinigte Staaten                             | Baxter Calmes      | Punktniederlage (einstimmig) / 10 Runden            |
| 1932 | 13. Mai       | Boston Garden, Boston, Massachusetts, Vereinigte Staaten                           | Charley Retzlaff   | Punktniederlage / 10 Runden                         |
| 1932 | 21. Juni      | Madison Square Garden Bowl, Long Island City, Queens, New York, Vereinigte Staaten | Vicente Parrile    | Punktsieg / 5 Runden                                |
| 1932 | 25. Juli      | Madison Square Garden Bowl, Long Island City, Queens, New York, Vereinigte Staaten | Tony Shucco        | Punktniederlage / 8 Runden                          |
| 1932 | 21. September | Civic Auditorium, San Francisco, Kalifornien, Vereinigte Staaten                   | John Henry Lewis   | Punktniederlage / 10 Runden                         |
| 1932 | 30. September | Coliseum, San Diego, Kalifornien, Vereinigte Staaten                               | Dynamite Jackson   | Punktsieg / 10 Runden                               |
| 1932 | 21. Oktober   | Legion Stadium, Hollywood, Kalifornien, Vereinigte Staaten                         | Tom Patrick        | Punktniederlage / 10 Runden                         |
| 1932 | 9. November   | Civic Auditorium, San Francisco, Kalifornien, Vereinigte Staaten                   | Lou Scozza         | Niederlage / TKO 6. Runde                           |
| 1933 | 13. Januar    | Chicago Stadium, Chicago, Illinois, Vereinigte Staaten                             | Martin Levandowski | Punktsieg / 10 Runden                               |
| 1933 | 20. Januar    | Madison Square Garden, New York, New York, Vereinigte Staaten                      | Hans Birkie        | Punktniederlage / 10 Runden                         |
| 1933 | 1. März       | Olympia A.C., Philadelphia, Pennsylvania, Vereinigte Staaten                       | Al Ettore          | Disqualifikation / 4. Runde                         |
| 1933 | 21. März      | Arena, Saint Louis, Missouri, Vereinigte Staaten                                   | Al Stillman        | Sieg / TKO 10. Runde                                |
| 1933 | 5. April      | Arena, Saint Louis, Missouri, Vereinigte Staaten                                   | Martin Levandowski | Punktniederlage (Mehrheitsentscheidung) / 10 Runden |
| 1933 | 19. Mai       | Arena, Saint Louis, Missouri, Vereinigte Staaten                                   | Al Stillman        | Punktniederlage (einstimmig) / 10 Runden            |
| 1933 | 21. Juni      | Oakland Arena, Jersey City, New Jersey, Vereinigte Staaten                         | Les Kennedy        | Punktsieg / 10 Runden                               |
| 1933 | 21. Juli      | Playgrounds Stadium, West New York, New Jersey, Vereinigte Staaten                 | Chester Matan      | Punktsieg / 10 Runden                               |
| 1933 | 25. September | Memorial Field Stadium, Mount Vernon, New York, Vereinigte Staaten                 | Abe Feldman        | Ungültig („No Contest“) / Abbruch in Runde 6        |
| 1934 | 14. Juni      | Madison Square Garden Bowl, Long Island City, Queens, New York, Vereinigte Staaten | Corn Griffin       | Sieg / TKO 3. Runde                                 |
| 1934 | 16. November  | Madison Square Garden, New York, New York, Vereinigte Staaten                      | John Henry Lewis   | Punktsieg / 10 Runden                               |
| 1935 | 22. März      | Madison Square Garden, New York, New York, Vereinigte Staaten                      | Art Lasky          | Punktsieg (einstimmig) / 15 Runden                  |
| 1935 | 13. Juni      | Madison Square Garden Bowl, Long Island City, Queens, New York, Vereinigte Staaten | Max Baer           | Punktsieg (einstimmig) / 15 Runden                  |
| 1937 | 22. Juni      | Comiskey Park, Chicago, Illinois, Vereinigte Staaten                               | Joe Louis          | Niederlage / KO 8. Runde                            |
| 1938 | 21. Januar    | Madison Square Garden, New York, New York, Vereinigte Staaten                      | Tommy Farr         | Punktsieg (Geteilte Entscheidung) / 10 Runden       |
| (Quelle: BoxRec-Datenbank) |               |                                                                                    |                    |                                                     |